# Legends of Tomorrow (4.ª temporada)
A quarta temporada da série de televisão estadunidense Legends of Tomorrow, que é baseada em personagens da DC Comics, estreou na The CW em 22 de outubro de 2018 e concluída em 20 de maio de 2019, com um total de 16 episódios. A temporada segue as Lendas, uma equipe disfuncional de super-heróis e anti-heróis viajantes no tempo, e sua missão de recapturar os fugitivos mágicos que eles acidentalmente libertaram ao longo do tempo. É ambientado no Universo Arrow, compartilhando continuidade com as outras séries de televisão do universo e é um spin-off de Arrow e The Flash. A temporada é produzida pela Berlanti Productions, Warner Bros. Television e DC Entertainment, com Phil Klemmer e Keto Shimizu atuando como showrunners.
A temporada foi encomendada em abril de 2018 e a produção começou naquele julho. Os membros do elenco principal Brandon Routh, Caity Lotz, Maisie Richardson-Sellers, Tala Ashe, Amy Louise Pemberton, Nick Zano e Dominic Purcell retornam das temporadas anteriores, enquanto Jes Macallan, Matt Ryan e Courtney Ford foram promovidos ao elenco principal de seu período recorrente status na terceira temporada. Eles se juntaram ao novo membro do elenco Ramona Young. A série foi renovada para uma quinta temporada em 31 de janeiro de 2019.

## Premissa
Após matarem o demônio Mallus, as Lendas estão prontas para relaxar até John Constantine informá-los que, em resolver um problema, eles criaram um ainda maior. Quando as Lendas deixaram o tempo desmoronar para libertar e derrotar Mallus, a barreira entre os mundos amolecida. A história está infectada com "Fugitivos" – criaturas mágicas de mitos e contos de fada. Tendo sido expulsas ao longo do tempo por pessoas como Constantine, eles está agora retornando ao mundo real em massa e bagunçando as coisas.

## Episódios
| N.º na série | N.º na temp. | Título                                                                             | Dirigido por       | Escrito por                       | Exibição original      | Audiência (milhões) |
| --- | ------------ | ---------------------------------------------------------------------------------- | ------------------ | --------------------------------- | ---------------------- | ------------------- |
| 52 | 1            | "The Virgin Gary" "(O Virgem Gary)" (BR)                                           | Gregory Smith      | Phil Klemmer & Grainne Godfree    | 22 de outubro de 2018  | 1.00                |
| As Lendas e a Agência do Tempo comemoram um trabalho bem feito, enquanto Zari castiga Ray por permitir que Nora Darhk escapasse. Ava e Sara reacendem seu relacionamento. Constantine tenta avisar Sara sobre a escuridão chegando, mas Sara o dispensa. As Lendas acabam em Woodstock, onde veem um unicórnio empalar uma mulher e comer seu coração. Em seguida, ele libera gosma mágica em cada Legend menos Sara, fazendo-os alucinar. Percebendo que ele estava certo, Sara localiza Constantine e o informa da situação. Constantine cura as Lendas afetadas e envia o unicórnio para o Inferno com um feitiço, usando Gary, que perde um mamilo no processo, como isca. Enquanto isso, Nate e Rory partem em uma aventura que leva a Nate tentando se reconectar com seu pai distante Hank. De volta a sua acomodação, Constantine experimenta uma forma sombria de magia jogando-o sobre o lugar, antes de escrever com sangue que está vindo para ele. |              |                                                                                    |                    |                                   |                        |                     |
| 53 | 2            | "Witch Hunt" "(Caça às Bruxas)" (BR)                                               | Kevin Mock         | Keto Shimizu & Matthew Maala      | 29 de outubro de 2018  | 0.94                |
| As Lendas conectam os ossos de detecção mágica no Waverider para permitir que eles rastreiem fugitivos mágicos. Constantine se junta às Lendas como um consultor mágico, com sua primeira missão levando-os aos Julgamentos das Bruxas de Salem. Quando uma mulher inocente é acusada de bruxaria, a fada madrinha de sua filha ataca os habitantes da cidade. Zari luta para salvar a mãe, que foi executada na história original, enquanto Constantine e as Lendas tentam separar a filha e a Fada Madrinha para que Constantine possa bani-la para o Inferno. No entanto, a Fada Madrinha transforma Ray e Mick em porcos e sela a boca de Constantine, mas quando a filha a libera, as Lendas voltam ao normal. Constantine oferece à Fada Madrinha a chance de evitar o Inferno, tornando-se seu novo conduíte mágico, mas ela se recusa, afirmando que sabe quem está atrás de Constantine e prefere ir para o Inferno do que irritá-lo. Nate descobre que seu pai está supervisionando o comitê que financia a Agência do Tempo e luta para provar que a mágica é real para manter a Agência financiado. Ele consegue fazer isso quando Ray volta ao normal em seus braços. Ava oferece a Nate um lugar na Agência e ele aceita. |              |                                                                                    |                    |                                   |                        |                     |
| 54 | 3            | "Dancing Queen" "(A Rainha da Dança)" (BR)                                         | Kristin Windell    | James Eagan & Morgan Faust        | 5 de novembro de 2018  | 0.86                |
| A equipe rastreia outro fugitivo mágico para Londres, com uma nova banda de punk rock chamada "The Smell", favorita da Rainha. Constantineo levanta a hipótese de que o fugitivo é um duende e está se passando por um membro do bando. A equipe tenta descobrir o cheiro, com Ray ganhando sua confiança ao roubar um dos corgis premiados da Rainha, e descobre que, em vez de um duende, o fugitivo acaba por ser um metamorfo e vocalista da banda Charlie. Temendo ser preso, Charlie deixa Ray inconsciente (apesar de ele se preparar para defendê-la) e rouba seu traje do Átomo, usando-o para tentar matar Sara, Zari, Mick e Constantine quando eles tentam pegá-la e bani-la para o inferno. Eventualmente, Ray acorda e salva o grupo desmembrando seu traje via ativação de voz, e Charlie é pego. No entanto, conforme Constantine tenta bani-la, ela se transforma para se parecer com cada um deles e termina com Amaya, enquanto os chama por não agirem como heróis, fazendo com que Zari sinta simpatia por isso. Por aborrecimento, Constantine lança um feitiço que torna Charlie incapaz de mudar de forma nunca mais, deixando-a presa na forma de Amaya. Eles decidem mantê-la como prisioneira a bordo da Waverider. |              |                                                                                    |                    |                                   |                        |                     |
| 55 | 4            | "Wet Hot American Bummer" "(Chatice Americana Quente e Molhada)" (BR)              | David Geddes       | Ray Utarnachitt & Tyron B. Carter | 12 de novembro de 2018 | 0.90                |
| Ava se junta à equipe para ajudar na investigação de crianças desaparecendo em um acampamento de verão em 1995. A equipe se apresenta como conselheira do acampamento enquanto rastreia uma criatura do pântano que está sequestrando as crianças. Ava e Sara tomam uma poção que as transforma em crianças na tentativa de atrair a criatura para fora. Charlie tenta escapar da Waverider, mas é interrompido e confortado por Mick. A equipe consegue localizar o monstro, conhecido como Shtriga, e suas vítimas. John usa um feitiço para banir o Shtriga, mas uma das crianças permanece sem resposta. John usa outro feitiço para curar a criança, e ela é revivida, embora John esteja ferido. Ray e John são posteriormente resgatados pelos campistas. Charlie concorda em ajudar as Lendas, juntando-se oficialmente ao time, com a condição de que eles não a prendam novamente. Gideon não pode salvar Constantine, mas Ray afirma conhecer alguém que pode. Nora Darhk está trabalhando em uma feira da Renascença. |              |                                                                                    |                    |                                   |                        |                     |
| 56 | 5            | "Tagumo Attacks!!!" "(Tagumo Ataca!!!)" (BR)                                       | Alexandra La Roche | Keto Shimizu & Ubah Mohamed       | 19 de novembro de 2018 | 0.91                |
| Com Constantine ainda ferido, Sara faz Gideon procurar Nora Darhk em 2018, com Gideon encontrando rapidamente uma correspondência. Ray vai encontrá-la em uma Feira da Renascença para pedir sua ajuda para salvar Constantine. Nora concorda e pode usar sua magia para curá-lo. Ray diz a ela para correr e não contar para onde ela foi, mas Nora usa a pedra do tempo para viajar para a Agência do Tempo, desejando se arrepender de suas ações. As outras Lendas, enquanto isso, investigam um fugitivo em Tóquio dos anos 1950, descoberto ser um polvo gigante que apareceu em um set de filmagem. A criatura, batizada de Tagumo, ganhou vida por meio de um livro mágico que utilizou a imaginação do cineasta. Sara e Charlie conseguem encolher parcialmente, mas o Tagumo ainda ataca o conjunto. Mick usa o livro e sua própria imaginação para criar uma heroína chamada Garima que luta contra o Tagumo, acabando por derrotá-lo. As lendas confiscam o livro. Os fugitivos quase escapam do Bureau, mas Nate e Gary conseguem encontrar uma maneira de contê-los com comida. Ava se junta à família Heywood no Dia de Ação de Graças. Em segredo, Hank diz a alguém que os fugitivos são controláveis e dá a eles permissão para executar o "Projeto Hades". |              |                                                                                    |                    |                                   |                        |                     |
| 57 | 6            | "Tender Is the Nate" "(Suave como o Nate)" (BR)                                    | Dean Choe          | Phil Klemmer & Matthew Maala      | 26 de novembro de 2018 | 0.97                |
| Nate convida Hank para ir a Waverider e o leva para um passeio na nave. As Lendas tentam manter Nate longe de Charlie, porque ela se parece com Amaya, mas falham. A Waverider detecta um fugitivo em Paris, 1927. Ray visita o Bureau na tentativa de ver Nora, mas Ava rejeita a visita, embora Mona, funcionária da Agênica do Tempo, envie uma carta de Ray para Nora. Nora se recusa a ler a carta e aciona o alarme do celular. Isso chama a atenção de Ava, que tenta conter Nora, mas elas acabam ficando trancadas na cela da prisão. As lendas juntam-se a Ernest Hemingway para caçar o fugitivo que parece ser um Minotauro. Durante a luta com o Minotauro, Hank se machuca. Nate e Constantine acalmam o Minotauro, mas Hemingway o ataca, irritando o Minotauro. Nate confronta o Minotauro, que ignora seus poderes de aço. Hank pega o violão e canta o Minotauro para dormir. Enquanto isso, Ray resgata Mona, Ava e Nora. Ava mostra humanidade nos prisioneiros graças a Mona. Nate deixa oficialmente a equipe Lendas. |              |                                                                                    |                    |                                   |                        |                     |
| 58 | 7            | "Hell No, Dolly!" "(De Jeito Nenhum, Boneco!)" (BR)                                | April Mullen       | Grainne Godfree & Morgan Faust    | 3 de dezembro de 2018  | 0.93                |
| As Lendas viajam para New Orleans em 1856 para rastrear um fugitivo relacionado a uma série de assassinatos. Sara, Ava, Ray e Mick partem para encontrar o fugitivo, enquanto John, Zari e Charlie exploram a área local. Constantine tem uma história com a cidade, onde seu ex-amante Desmond fez um acordo com o demônio Neron para protegê-lo e foi posteriormente condenado ao Inferno. A equipe consegue caçar o serial killer Mike the Spike, mas sua consciência é transferida para o fantoche de Martin Stein, que persegue a equipe. Enquanto isso, um grupo de homens não identificados tenta sequestrar uma criatura Kaupe chamada Konane da Agência do Tempo. Mona interfere e ajuda Konane a escapar, mas é arranhada por ele no processo. Constantine viaja de volta a 2018 e muda a história para que Desmond não se apaixone por ele, mas isso causa uma onda de tempo, congelando as Lendas a bordo do Waverider, quebrando o bloqueio das habilidades de metamorfose de Charlie e transformando Zari em um gato. |              |                                                                                    |                    |                                   |                        |                     |
| 59 | 8            | "Legends of To-Meow-Meow" "(Lendas do A-Miau-Miau)" (BR)                           | Ben Bray           | James Eagan & Ray Utarnachitt     | 10 de dezembro de 2018 | 1.10                |
| Na nova linha do tempo, Constantine nunca se junta às Lendas e, como resultado, Sara é morta pelo unicórnio em Woodstock, levando Mick, Nate e Ray formando uma nova versão violenta das Lendas chamada "Guardiões da Cronologia". Charlie tira Constantine da Agência do Tempo e juntos eles voltam para Woodstock e matam o unicórnio. Ao retornar a 2018, eles descobrem que Mick, Nate e Ray foram mortos pela Fada Madrinha, enquanto Sara, Ava e Gideon formaram "Sereias do Espaço Tempo". Outra tentativa de consertar isso é o vínculo de Mick com a Fada Madrinha para começar uma nova carreira criminosa, enquanto Sara, Ray e Nate são agora os "Fantoches do Amanhã". Depois de várias outras tentativas fracassadas de consertar a linha do tempo, resultando em várias outras Lendas ou seus aliados sendo mortos de maneiras cada vez mais bizarras, o Zari restaurado convence Constantine a retornar a Nova Orleans e restaurar a linha do tempo original com Desmond. Constantine conta sua história para Sara, que concorda em ajudá-lo a lutar contra Neron. Hank é mostrado jogando golfe com uma criatura com o rosto de Desmond. |              |                                                                                    |                    |                                   |                        |                     |
| 60 | 9            | "Lucha de Apuestas" "(Lucha de Apuestas)" (BR)                                     | Andrew Kasch       | Keto Shimizu & Tyron B. Carter    | 1 de abril de 2019     | 0.92                |
| Mona é culpada pela fuga de Konane e despedida da Agência do Tempo. Ela foge de uma limpeza mental, encontra Konane e o envia de volta no tempo antes de ser capturada pelas Lendas. Nate e Zari olham para a filmagem da fuga de Konane e descobrem que foi alterada por Hank. Eles recuperam a filmagem original do telefone de Hank, confirmando a versão de Mona dos eventos. Nate confronta seu pai, fingindo estar do seu lado. Enquanto isso, o resto das Lendas encontram Konane na Cidade do México de 1961 trabalhando como um lutador profissional chamado "El Lobo", tendo ofuscado outro lutador chamado "El Cura". Para preservar a linha do tempo, eles planejam fazer com que El Lobo perca para El Cura em uma Lucha de Apuestas. Sara confronta Ava sobre as suspeitas de Nate e Zari, mas ela não acredita nela e faz sua equipe ir atrás de Konane. Em 1961, El Cura recupera sua antiga glória, ajudando as Lendas a impedir a Agência do Tempo de capturar Konane. Ava termina com Sara. Mona está se preparando para enviar Konane de volta ao seu tempo quando um agente da Agência do Tempo os encontra e atira em Konane. Uma Mona enfurecida se transforma em uma Kaupe e mata o agente, antes de voltar a ser humana. |              |                                                                                    |                    |                                   |                        |                     |
| 61 | 10           | "The Getaway" "(A Fuga)" (BR)                                                      | Viet Nguyen        | Matthew Maala & Ubah Mohamed      | 8 de abril de 2019     | 0.95                |
| Com Ava de licença, Hank assume a diretoria da Agência do Tempo e tenta apreender as Lendas. Nate e Zari fingem trabalhar com ele, mas secretamente ajudam as Lendas a escapar. Em 1973, as Lendas, enquanto fugiam com Mona, removem uma barata, um agente de Ma'at, de Richard Nixon que o deixou incapaz de mentir. A barata entra em Sara, que culpa Mona por seu rompimento com Ava, fazendo-a fugir. Sara e Constantine a seguem e após uma batalha com sua forma "Wolfie", acalmá-la, tornando-a parte das Lendas. Enquanto isso, Gary e Nora são acusados da conspiração de Nate e Zari. Eles invadem o e-mail de Hank, mas são interrompidos por "Desmond", que informa Hank. Hank percebe que Nate o enganou e o usa para capturar o resto das Lendas. A barata entra em Nate, que confronta Hank sobre seus sentimentos, levando Hank a prometer confiar nas Lendas de agora em diante. Na agência, Hank tenta cortar os laços com "Desmond", que responde matando-o. Em sua cela, Nora sente o perigo, irrompe e corre para Hank. Nate entra na sala, encontrando Nora ajoelhada sobre seu pai morto. Ela tenta se explicar, antes de usar seus poderes para escapar. |              |                                                                                    |                    |                                   |                        |                     |
| 62 | 11           | "Séance and Sensibility" "(Sessão Espírita e Sensibilidade)" (BR)                  | Alexandra La Roche | Grainee Godfree & Jackie Canino   | 15 de abril de 2019    | 0.98                |
| As Lendas estão no rastro de Hank quando recebem um alerta de que uma criatura mágica foi atrás de Jane Austen. As mulheres viajam para 1802 e assistem a um casamento onde todos enlouquecem de amor. Zari captura Sanjay, que pode causar amor e luxúria com as cinzas do deus hindu Kamadeva, mas não consegue consertar o anacronismo. Ray esconde Nora a bordo do Waverider depois que ela proclama sua inocência na morte de Hank. Sanjay usa as cinzas para dar sonhos íntimos à tripulação da Waverider. Mona sonha com Konane e briga com Zari por causa de suas visões divergentes sobre o romance. Ela se transforma em Wolfie e vai atrás de Austen por torná-la romântica, enquanto Zari toma outra dose das cinzas de Sanjay e cativa Charlie e Sara. Austen convence Mona de perder o controle e ela corre para impedir Zari de se casar com Sanjay. Enquanto isso, no velório, Nate está inicialmente chateado com seu pai e planeja expô-lo, mas depois descobre que ele não estava torturando as criaturas mágicas, mas as estava treinando para um parque temático que Nate havia desenhado quando ele tinha nove anos. Constantine sente o espírito de Hank e o puxa para o corpo de Mick. Hank diz a Constantine que tem trabalhado com Neron, que então aparece, provocando Constantine.                                                                                  |              |                                                                                    |                    |                                   |                        |                     |
| 63 | 12           | "The Eggplant, the Witch & the Wardrobe" "(A Berinjela, a Bruxa & o Armário)" (BR) | Mairzee Almas      | Morgan Faust & Daphne Miles       | 22 de abril de 2019    | 0.85                |
| Nate e Ray localizam o local de construção do parque temático de Hank. Desejando inicialmente que o local fosse demolido, Nate finalmente muda de ideia e faz com que a construção continue. O resto da equipe descobre que Ava foi abduzida por Neron. Usando a conexão de Nora com o demônio, eles rastreiam Ava e descobrem que ela não responde. Constantine acredita que Neron está preparando Ava como seu novo navio e concorda em enviar Sara para recuperar sua alma de seu purgatório pessoal, que assume a forma de um supermercado com produtos Ava. Ava e Sara resolvem seus problemas de relacionamento e encontram uma saída. Enquanto isso, Charlie, Constantine e Nora emboscam Neron e o capturam. Neron tenta Nora a reviver seu pai se ela concordar em se tornar seu novo recipiente, enquanto também revela que ele precisa de um segundo recipiente para alguém chamado Tabitha. Nora aparentemente concorda, mas quando Neron deixa o corpo de Desmond, ele é preso por Nora e Constantine. No entanto, Constantine perde o foco quando um Ray preocupado corre para a cena, levando Neron e Nora se atirando um no outro antes que o primeiro desapareça, deixando o último sem resposta. Desmond acorda, mas deixa Constantine, chateado por ter sido enviado para o inferno. Enquanto Constantine acredita que Neron está morto, o demônio está agora dentro de Ray. |              |                                                                                    |                    |                                   |                        |                     |
| 64 | 13           | "Egg MacGuffin" "(Egg MacGuffin)" (BR)                                             | Chris Tammaro      | James Eagan & Tyron B. Carter     | 29 de abril de 2019    | 0.91                |
| Sara tenta envolver Nate e Zari romanticamente fazendo-os perseguir um fugitivo em 1933. Eles se infiltram na Sociedade de Aventureiros, onde Gordon Gilchrist revela sua descoberta de um ovo de ouro. Depois que os nazistas aparecem em busca do ovo, Ava e Sara se juntam à missão, capturam o ovo e o trazem a bordo do Waverider, onde é revelado como um ovo de dragão. Enquanto isso, Ray descobre que Neron está dentro dele e tenta resistir ao seu controle. Neron tenta selar a posse fazendo com que Ray mate um ente querido, primeiro visando Nora e depois Nate. Constantine usa um feitiço para despertar Nora, que revela que Neron controla Ray. Neron ganha controle total sobre Ray quando ele se oferece para parar de resistir para salvar a vida de Nate. Gary, sentindo-se desvalorizado pelas Lendas e pela Agência do Tempo, aceita seu mamilo de volta de Neron e cai sob seu controle. Ele e Ray se teletransportam, levando Constantine com eles. Ava recruta Nora como parte da Agência do Tempo para ajudar a derrubar Neron. |              |                                                                                    |                    |                                   |                        |                     |
| 65 | 14           | "Nip/Stuck" "(Nip/Stuck)" (BR)                                                     | David A. Geddes    | Ray Utarnachitt & Matthew Maala   | 6 de maio de 2019      | 0.94                |
| Neron ameaça matar Ray a menos que Constantine abra um portal para o inferno para Tabitha. As Lendas rastreiam Constantine até a idade do gelo, mas ficam presos em uma avalanche, enquanto Neron e Constantine se mudam para Stonehenge, 55 aC, para encontrar o ancestral de John, o rei Kon-sten-tyn, um mago responsável pela fenda entre humanos e criaturas mágicas. Constantine confronta seu ancestral por ameaçar mandar um inocente Púca para o Inferno e tenta pedir sua ajuda contra Neron, mas o rei o detém por praticar artes das trevas. O rei abre um portal para o Inferno, que Constantine estabiliza para salvar a Púca. As Lendas trabalham juntas para se libertar do gelo e viajar para Stonehenge a tempo de impedir Constantine de matar Neron e condenar Ray a uma eternidade no Inferno. Constantine decide salvar Ray e entra no portal, que Neron usa para trazer Tabitha, revelada como a Fada Madrinha. Enquanto isso, Gary usa os poderes hipnotizantes de seu mamilo para assumir o controle da Agência do Tempo. Mona se transforma em Wolfie e morde o mamilo, antes que Neron e Tabitha cheguem. Tabitha transforma Wolfie de volta em Mona, a quem ela, Neron e Gary sequestram. Nora os persegue, enquanto Ava alerta as Lendas. |              |                                                                                    |                    |                                   |                        |                     |
| 66 | 15           | "Terms of Service" "(Termos de Serviço)" (BR)                                      | April Mullen       | Grainne Godfree & Ubah Mohamed    | 13 de maio de 2019     | 0.99                |
| A tentativa das Lendas de recuperar a Agência do Tempo é interrompida quando Tabitha começa a conceder os desejos de Gary, ocupando Ava, Mick, Nate e Sara. Neron lança um aplicativo de telefone para rastrear criaturas mágicas, usando Mona para provar publicamente sua existência. Charlie e Zari descobrem que qualquer pessoa que baixa o aplicativo entrega sua alma a Neron. Depois de se reagruparem na casa da infância de Zari, eles se infiltram na Agência do Tempo para salvar as criaturas mágicas que Neron planeja usar para criar buzz para seu aplicativo. As criaturas são salvas, mas Charlie é capturado. Tabitha se livra de ter que obedecer a Gary quando ela engana Nora para se tornar a nova fada madrinha. Gary aceita as desculpas das Lendas e envia sua fada madrinha, sem perceber que agora é Nora, para o Inferno para salvar Constantine e Ray. Enquanto isso, Constantine descobre que Neron está tentando dominar o Inferno. Ele procura o Triunvirato e se oferece para impedir que Neron os usurpe em troca das almas de Astra e Ray. Tendo que escolher entre os dois, Constantine escolhe Astra. No entanto, Astra, tendo crescido no Inferno, recusa-o e deixa-o para ser torturado. Enquanto isso, o ovo do dragão, acidentalmente deixado na casa de Zari, eclode nas mãos do jovem Zari.                                                         |              |                                                                                    |                    |                                   |                        |                     |
| 67 | 16           | "Hey, World!" "(Ei, Mundo!)" (BR)                                                  | Kevin Mock         | Phil Klemmer & Keto Shimizu       | 20 de maio de 2019     | 1.05                |
| Neron e Tabitha causam pânico em massa ao transformar Charlie em Tagumo em público. As Lendas salvam Charlie, que revela que Neron quer desencadear o Inferno na Terra abrindo um portal movido pelo medo. Enquanto isso, Nora salva Constantine e eles recuperam a alma de Ray da "Troca de Almas" com a ajuda de Astra. Eles voltam para a Terra, mas Ray fica preso até que Neron deixe seu corpo. Ver o quão popular seu dragão tornou a jovem Zari inspira as Lendas a abrir o Heyworld, o parque temático de Hank. Neron e Tabitha quebram a abertura e quando Tabitha é comida pelo dragão de Zari, Neron usa o medo da multidão para abrir o portal. Constantine e Nate enganam Neron para matá-lo, quebrando sua palavra a Ray. Neron é expulso do corpo de Ray e morto por Constantine, que então fecha o portal e revive Ray. Nate se reúne com seu pai na vida após a morte, antes de ser revivido com a equipe de Tabitha, movido pelo amor. Ao ensinar tolerância, as Lendas apagam o distópico 2042 da história, resultando em Zari sendo substituída por seu irmão anteriormente morto, Behrad, com apenas Nate sentindo que algo mudou. No inferno, Astra oferece às 16 almas do mal que ela secretamente roubou do Soul Exchange uma segunda chance. |              |                                                                                    |                    |                                   |                        |                     |

## Elenco e personagens
| - Brandon Routh como Ray Palmer / Átomo e Neron - Caity Lotz como Sara Lance / Canário Branco - Maisie Richardson-Sellers como Charlie - Tala Ashe como Zari Tomaz - Jes Macallan como Ava Sharpe - Courtney Ford como Nora Darhk - Amy Louise Pemberton como Gideon - Ramona Young como Mona Wu - Nick Zano como Nate Heywood / Cidadão Gládio - Dominic Purcell como Mick Rory / Onda Térmica - Matt Ryan como John Constantine | - Adam Tsekhman como Gary Green - Thomas F. Wilson como Hank Heywood - Susan Hogan como Dorothy Heywood - Jane Carr como Fairy Godmother / Tabitha - Christian Keyes como Desmond e Neron - Darien Martin como Konane - Sisa Grey como Wolfie |

### Convidados
- Laura Regan como Jane Hawthorne[28]
- Jordyn Ashley Olson como Prudence Hawthorne[29]
- Gerard Plunkett como Reverend Parsons[28]
- Anjli Mohindra como Charlie[30]
- Jack Gillett como Declan[31]
- Mason Trueblood como Chad Stephens[32][33]
- Emily Murden como Sara criança[32]
- Vanessa Przada como Ava crianaça[32]
- Eijiro Ozaki como Ishirō Honda[34]
- Vesna Ennis como Garima
- Andrew Lees como Ernest Hemingway[35]
- Jason McKinnon como F. Scott Fitzgerald[35]
- Meganne Young como Zelda Fitzgerald[36]
- Joyce Guy como Marie Laveau[37]
- Paul Reubens como Mike the Spike[26]
- Frank Gallegos como El Cura[38]
- Paul Ganus como Richard Nixon[39]
- Jenna Rosenow como Jane Austen[40]
- Sachin Bhatt como Sanjay[41]
- Gracelyn Awad Rinke como Zari jovem[42]
- Olivia Swann como Astra Logue[43]
- Casper Crump como Vandal Savage[44]
- LaMonica Garrett como Mar Novu / Monitor[44]
- Shayan Sobhian como Behrad Tarazi[45]

## Produção

### Desenvolvimento
Na turnê de imprensa de inverno da Television Critics Association em janeiro de 2018, o presidente da The CW, Mark Pedowitz, disse que estava "otimista" e "confiante" sobre o retorno de Arrow e dos outros programas da Arrowverse na próxima temporada, mas acrescentou que ainda era muito cedo para anunciar qualquer coisa. Em 2 de abril, a The CW renovou a série para sua quarta temporada. Marc Guggenheim deixou o cargo de co-showrunner no final da terceira temporada, com o co-showrunner Phil Klemmer originalmente definido para emergir como único showrunner para a quarta temporada. No entanto, Keto Shimizu acabou substituindo Guggenheim como co-showrunner, para servir ao lado de Klemmer nesta temporada. Guggenheim, o co-desenvolvedor da série junto com Klemmer, permaneceu envolvido como consultor executivo.

### Roteiro
Phil Klemmer disse que Mallus, o Grande Mau da terceira temporada, foi "uma espécie de termômetro dos bandidos que virão na 4ª temporada", que ele disse que penetraria profundamente no "mundo dos mitos e monstros fantásticos", sem abandonar a natureza de viagem no tempo da série. Ele também disse que a temporada exploraria ainda mais a Agência do Tempo, que foi introduzido na terceira temporada. Klemmer acrescentou que pelo menos uma das Lendas "quebraria mal" na temporada. Tala Ashe, que se juntou à série como Zari Tomaz durante a terceira temporada, disse que a quarta temporada exploraria ainda mais a história de fundo da personagem, além do preconceito e xenofobia vividos por ela. Courtney Ford, que reapareceu na terceira temporada como a filha de Damien Darhk, Nora, esperava que a quarta temporada explorasse o que o personagem é sem a influência de seu pai e Mallus. Klemmer comparou Neron, o grande mal da temporada, ao empresário de tecnologia Elon Musk chamando-o de um "perturbador" no Inferno, semelhante a como Musk afetou o transporte com os carros elétricos Tesla. Originalmente, o personagem de Hank Heywood foi concebido como o Grande Mal da temporada, no entanto, quando os escritores viram a atuação de Tom Wilson e o conheceram como pessoa, o personagem foi reescrito como mais simpático e simpático. O plano original de transformar Nate Heywood em um personagem mais sinistro por causa de seu pai também foi abandonado em favor de um enredo em que Hank é transformado em seu lugar.

### Escolha do elenco
Os membros do elenco principal Brandon Routh, Caity Lotz, Amy Louise Pemberton, Dominic Purcell, Nick Zano e Tala Ashe retornam das temporadas anteriores como Ray Palmer / Átomo, Sara Lance / Canário Branco, Gideon, Mick Rory / Onda Térmica, Nate Heywood / Cidadão Gládio e Zari Tomaz, respectivamente. Maisie Richardson-Sellers, que interpretou Amaya Jiwe / Vixen nas temporadas dois e três, também voltou como regular na série, interpretando um novo personagem chamado Charlie, um dos fugitivos mágicos da temporada. Enquanto Sellers falava com sotaque americano ao interpretar Amaya, ela fala com seu sotaque britânico nativo ao interpretar Charlie. Em julho de 2018, Ramona Young foi adicionada ao elenco principal como Alaska Yu, embora sua personagem tenha se chamado Mona Wu.Matt Ryan, Jes Macallan e Courtney Ford, que reapareceram na terceira temporada como John Constantine, Ava Sharpe e  Nora Darhk respectivamente, foram promovidos ao status regular para a quarta temporada.
Keiynan Lonsdale, que interpretou Wally West / Kid Flash como regular na segunda metade da terceira temporada, não retornou na mesma capacidade para a quarta temporada. Ele citou seu motivo sendo seu desejo de buscar outras oportunidades de atuação. Esta é a primeira temporada sem a participação de Arthur Darvill, que estrelou como Rip Hunter nas duas primeiras temporadas, e reapareceu na terceira temporada. É também o primeiro a não apresentar Victor Garber e Franz Drameh, que estrelaram como Martin Stein e Jefferson Jackson, respectivamente, nas temporadas anteriores.

### Filmagens
A produção da temporada começou em 5 de julho de 2018, em Vancouver, e foi concluída em 25 de janeiro de 2019.

### Música
Em 16 de abril de 2019, a WaterTower Music lançou gratuitamente "I Surrender", single do episódio "Séance and Sensibility". O single foi interpretado pelos atores Tala Ashe, Sachin Bhatt, Ramona Young, Brandon Routh, Courtney Ford, Caity Lotz e Maisie Richardson-Sellers.

## Marketing
O elenco principal da temporada, bem como Phil Klemmer, compareceu à San Diego Comic-Con em 21 de julho de 2018, para promover a temporada. Em 15 de outubro de 2018, Routh lançou um anúncio político simulado em sua página do Twitter, dublado por Zano. O anúncio afirmava brincando que Arrow, The Flash e Supergirl estavam tentando manter a atenção longe de Legends of Tomorrow, seguido por muitas manchetes, bem como citações reais e falsas elogiando a série.

## Lançamento

### Exibição
Em 20 de junho de 2018, The CW divulgou sua programação de outono, revelando que a série passaria do horário das 20h de segunda-feira para o horário das 21h, para servir como o lead-out para Arrow. A temporada começou a ser exibida nos Estados Unidos na The CW em 22 de outubro de 2018.

## Recepção

### Audiência
| №  | Título                                   | Exibição original      | Rating/share (18–49) | Audiência (em milhões) | DVR (18–49) | Audiência em DVR (milhões) | Total (18–49) | Audiência total (em milhões) |
| -- | ---------------------------------------- | ---------------------- | -------------------- | ---------------------- | ----------- | -------------------------- | ------------- | ---------------------------- |
| 1  | "The Virgin Gary"                        | 22 de outubro de 2018  | 0.3/1                | 1.00                   | 0.4         | 1.03                       | 0.7           | 2.03                         |
| 2  | "Witch Hunt"                             | 29 de outubro de 2018  | 0.3/1                | 0.94                   | 0.3         | 0.88                       | 0.6           | 1.82                         |
| 3  | "Dancing Queen"                          | 5 de novembro de 2018  | 0.3/1                | 0.86                   | 0.3         | 0.93                       | 0.6           | 1.79                         |
| 4  | "Wet Hot American Bummer"                | 12 de novembro de 2018 | 0.3/1                | 0.90                   | 0.3         | 0.75                       | 0.6           | 1.65                         |
| 5  | "Tagumo Attacks!!!"                      | 19 de novembro de 2018 | 0.3/1                | 0.91                   | 0.3         | 0.84                       | 0.6           | 1.75                         |
| 6  | "Tender Is the Nate"                     | 26 de novembro de 2018 | 0.3/1                | 0.97                   | 0.3         | 0.79                       | 0.6           | 1.76                         |
| 7  | "Hell No, Dolly!"                        | 3 de dezembro de 2018  | 0.3/1                | 0.93                   | 0.3         | 0.85                       | 0.6           | 1.78                         |
| 8  | "Legends of To-Meow-Meow"                | 10 de dezembro de 2018 | 0.4/2                | 1.10                   | 0.3         | 0.74                       | 0.7           | 1.84                         |
| 9  | "Lucha de Apuestas"                      | 1 de abril de 2019     | 0.2/1                | 0.92                   | 0.3         | 0.74                       | 0.5           | 1.66                         |
| 10 | "The Getaway"                            | 8 de abril de 2019     | 0.3/1                | 0.95                   | 0.2         | 0.62                       | 0.5           | 1.57                         |
| 11 | "Séance and Sensibility"                 | 15 de abril de 2019    | 0.3/1                | 0.98                   | 0.2         | 0.59                       | 0.5           | 1.57                         |
| 12 | "The Eggplant, the Witch & the Wardrobe" | 22 de abril de 2019    | 0.2/1                | 0.85                   | 0.3         | 0.63                       | 0.5           | 1.48                         |
| 13 | "Egg MacGuffin"                          | 29 de abril de 2019    | 0.3/2                | 0.91                   | 0.2         | 0.59                       | 0.5           | 1.48                         |
| 14 | "Nip/Stuck"                              | 6 de maio de 2019      | 0.3/1                | 0.94                   | 0.2         | 0.57                       | 0.5           | 1.51                         |
| 15 | "Terms of Service"                       | 13 de maio de 2019     | 0.3/1                | 0.99                   | 0.2         | 0.55                       | 0.5           | 1.54                         |
| 16 | "Hey, World!"                            | 20 de maio de 2019     | 0.3/1                | 1.05                   | 0.2         | 0.51                       | 0.5           | 1.56                         |

### Resposta Crítica
O site Rotten Tomatoes deu para a temporada um índice de 95% de aprovação dos críticos e com uma classificação média de 7,99/10 baseado em 94 comentários.

### Prêmios e indicações
| Ano  | Prêmio             | Categoria               | Nomeado(s)          | Resultado | Ref.   |
| ---- | ------------------ | ----------------------- | ------------------- | --------- | ------ |
| 2019 | Teen Choice Awards | Choice TV Show: Action  | Legends of Tomorrow | Indicado  | [ 93 ] |
| 2019 | Teen Choice Awards | Choice TV Actor: Action | Brandon Routh       | Indicado  | [ 93 ] |